# Neotamias townsendii
Tamias townsendii (Бурундук Таунсенда) — звичайний північноамериканський вид бурундуків.

## Морфологічні особливості
Самиці в середньому на 3—4% більші самців. Загальна довжина 234—286 мм, хвіст 103—130 мм, задні ступні 32—40 мм, вуха 17—23 мм, вага 65—89 гр, вага новонароджених 3—4 гр.
Цей бурундук має світлу чи темну оранжево-коричневу спину й 5 темних смуг на ній, розділеними чотирма оранжуватими смугами. Забарвлення черева та горла від білого до кремового. Верх хвоста посріблений чорнувато-сірий, нижня частина хвоста яскраво-оранжева. Зимове хутро темніше ніж літнє. Зубна формула: різців 1/1, ікла 0/0, премоляри 2/1, моляри 3/3, загалом 22 зуба.

## Поширення
Країни проживання: Канада (Британська Колумбія), США (Орегон, Вашингтон). Мешкає в лісах з пишною кроною і густих чагарниках.

## Життя
Ласки, норки, рисі є хижаками. Цей вид має різноманітну дієту. Їсть насіння, горіхи, фрукти, комах, коріння, зелень, гриби. Живиться в основному на землі, але іноді й на деревах. Зберігає їжу в норі. Зазвичай залишається активним принаймні з березня до кінця листопада. Активний всю зиму в більш теплих районах, особливо вздовж узбережжя.
Буває один приплід на рік, вагітність триває близько чотирьох тижнів, середній розмір виводку 3.8. Молодь з'являється над землею в липні. Тривалість життя сім років.